# Ad catholici sacerdotii
Com a encíclica Ad catholici sacerdotii (latim: ... sobre o sacerdócio católico ...) de 20 de dezembro de 1935, o Papa Pio XI elaborou um conjunto de princípios para a formação e ministério dos sacerdotes. Ele também conta com o Papa Leão XIII, com a publicação das encíclicas Depuis le jour (1899), Paternae (1899) e Fin dal principio (1902), que também tratam da formação do clero na França, no Brasil e na Itália.

## O sacerdócio
“Desde que, por desígnios ocultos da Providência divina, fomos elevados a este grau supremo do sacerdócio católico, nunca deixamos de dirigir nossos cuidados mais solícitos e afetuosos, entre os inúmeros filhos que Deus nos deu, àqueles que, engrandecidos com dignidade sacerdotal, têm a missão de ser "sal da terra e luz do mundo"; e ainda mais àqueles queridos jovens que cresceram à sombra do santuário e que se preparam para esta missão sublime”, com estas palavras Pio abre XI sua encíclica.

### Obra de deus
Ele escreve sobre os fundamentos do sacerdócio: O sacerdote é de fato um ser humano e foi criado entre os seres humanos, mas foi treinado para os seres humanos em nome de Deus. Os objetos de seu ofício não são coisas humanas e perecíveis, mas divinas e eternas. Neste assunto, o sacerdote é, em última análise, também a obra de Jesus Cristo e, por meio de seu ofício, ele é ao mesmo tempo o intercessor junto a Deus. Ao mesmo tempo, porém, também é claro que este ofício não se sustenta em si mesmo, mas deve ser caracterizado em termos de sua função de serviço e que é legitimado por Cristo para essa função de serviço. Esses poderes, que foram dados ao sacerdote por um sacramento especial, não são temporários nele, mas permanentes, uma vez que se baseiam em um caráter indelével impresso na alma por meio da qual ele se tornou sacerdote para a eternidade.

## Treinamento para padres
O Papa estabelece os critérios e as formas de formação sacerdotal e dá instruções muito claras aos bispos e professores nos seminários. Para ele, o apoio pessoal e os conselhos dos seminaristas são o foco principal.

### Seminários
Estipula que, se possível, seja aberto um seminário em cada diocese, nas dioceses em que os pré-requisitos não sejam cumpridos, é necessário um seminário supradiocesano (regional, central ou nacional). Dependendo das condições locais, a cooperação do clero diocesano e religioso é necessária para que locais adequados para os estudos da igreja possam ser criados mais facilmente com a combinação de forças e recursos, preservando seus próprios direitos e obrigações.

### Chefe dos seminários
Os líderes são nomeados pelo bispo após cuidadosa deliberação, a menos que os estatutos do seminário determinem o contrário. Todos se preocupem com o andamento do seminário e conversem frequentemente com o bispo e os seminaristas, a fim de descobrir o que é melhor para o bem comum e para melhorar cada vez mais o trabalho educativo. A seleção de superiores e professores também deve ser feita com especial cuidado e, ao mesmo tempo, se eles não cumprirem os requisitos, suas licenças de ensino devem ser retiradas.

### Os candidatos ao sacerdócio
A formação adequada dos candidatos ao sacerdócio exige uma seleção cuidadosa e, acima de tudo, ajudar os seminaristas a considerarem séria e sinceramente diante de Deus se têm o direito de acreditar que são chamados ao sacerdócio e as motivações pelas quais são chamados se esforçam para poder juiz. Deve-se dar ênfase especial aos exames prescritos antes de receber as ordens sagradas.

### Treinamento pastoral
Toda a formação sacerdotal deve estar impregnada de espírito pastoral, pois o objetivo do seminário é formar pastores, o aspecto pastoral deve ser trabalhado de maneira especial em todas as disciplinas.